# Таланчанка
Таланчанка — река в России, протекает по Прибайкальскому району Бурятии. Впадает в озеро Байкал.

## География
Река Таланчанка берёт начало на высоте около 1000 м. Течёт на север. В нижнем течении русло реки заболочено. Впадает в губу Таланку озера Байкал. Длина реки составляет 16 км. Основные притоки: ручьи Пронин и Жировой.

## Данные государственного водного реестра
По данным государственного водного реестра России и геоинформационной системы водохозяйственного районирования территории РФ, подготовленной Федеральным агентством водных ресурсов:
- Бассейновый округ — Ангаро-Байкальский
- Речной бассейн — бассейны малых и средних притоков средней и северной части озера Байкал
- Водохозяйственный участок — бассейны рек средней части озера Байкал от северо-западной границы бассейна реки Баргузин до северной границы бассейна реки Селенга